# مخروط هامشي

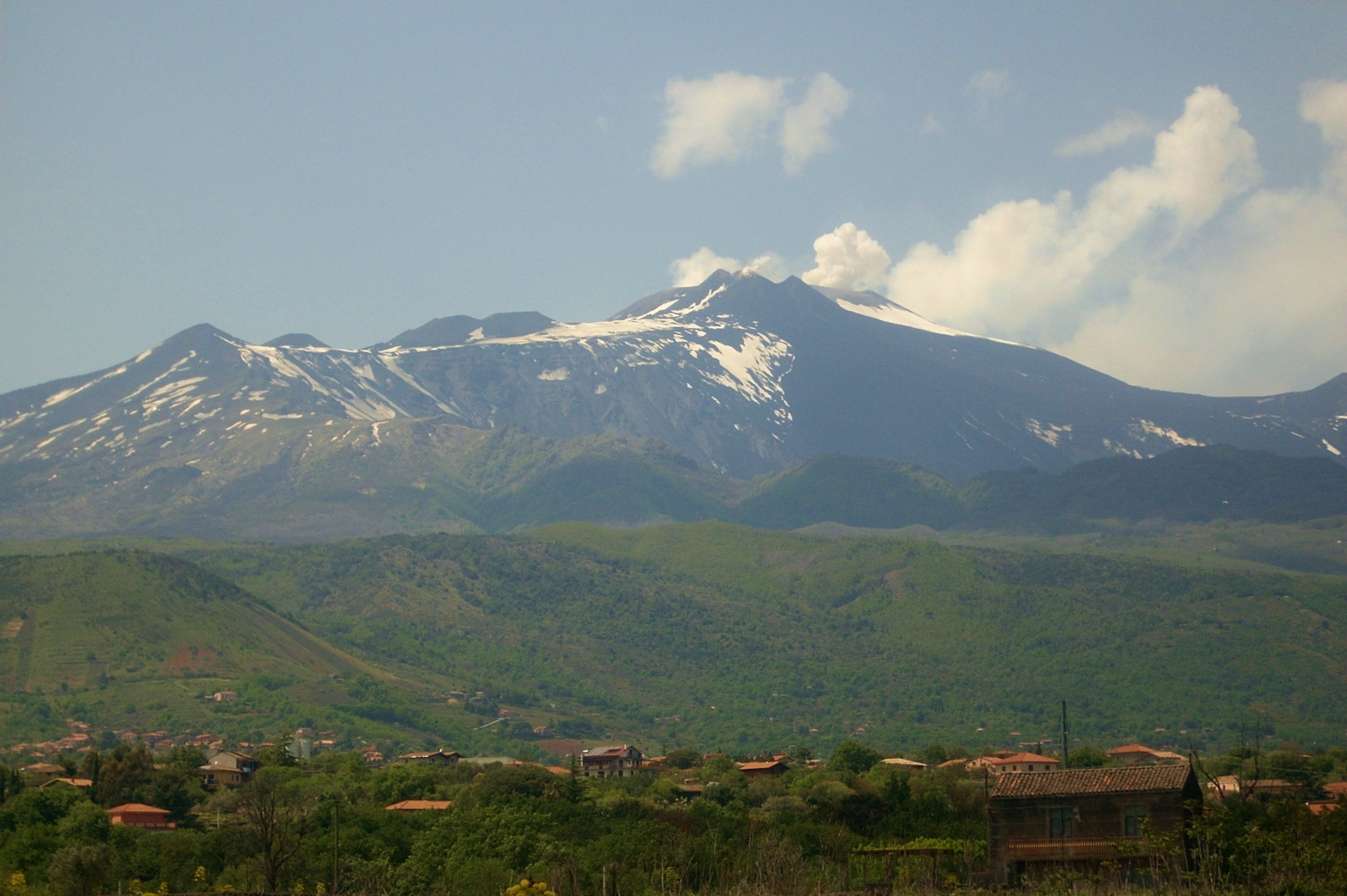
مخاريط هامشية في جبل إتنا، بجزيرة صقلية

المخروط الجانبي أو المخروط الهامشي (أو المخروط الفرعي) هو تراكم المواد البركانية، التي لا تشكل جزءًا من فوهة البركان الرئيسية، على شكل مخروط. ويتكون المخروط من ثورات من الكسور والشقوق على جانب البركان. وتحدث هذه الكسور نظرًا لعدم استقرار جانب البركان. وأخيرًا، تبلغ هذه الكسور حجرة الصهارة وتولّد ثورات تسمى الثورات الجانبية التي تؤدي بدورها إلى تكوّن المخروط الهامشي.
يمكن أيضًا أن يتكون المخروط الهامشي من حاجز صخري أو أسكفة تشق طريقها إلى السطح من حجرة الصهارة الرئيسية في منطقة مختلفة عن الفوهة الرئيسية.
ومن أمثلة المخروط الهامشي جبل سكوت، الذي يمثل «المخروط الهامشي» لـجبل مازما في متنزه بحيرة كريتر الوطني، ولاية أوريغون، الولايات المتحدة الأمريكية.
ومثال رائع آخر على المخروط الهامشي هو مخروط شاستينا، الذي يبدو كأنه ينمو بعيدًا عن جبل شاستا.

## وصلات خارجية
- How Volcanoes Work: Volcano Types